# Limax ciminensis
Limax ciminensis is een slakkensoort uit de familie van de Limacidae. De wetenschappelijke naam van de soort is voor het eerst geldig gepubliceerd in 1890 door Pollonera.